# Khoriya
Khoriya – gaun wikas samiti w środkowej części Nepalu  w strefie Dźanakpur w dystrykcie Sarlahi. Według nepalskiego spisu powszechnego z 2001 roku liczył on 642 gospodarstw domowych i 3853 mieszkańców (1846 kobiet i 2007 mężczyzn).